# Assassination Classroom
Assassination Classroom (暗殺教室 Ansatsu Kyōshitsu?,  lit. Salón de asesinato) es una serie de manga escrita e ilustrada por Yūsei Matsui. Fue serializada en la revista semanal Shōnen Jump de la editorial Shūeisha desde el 2 de julio de 2012 al 25 de marzo de 2016, finalizando con 21 volúmenes. La historia sigue la vida cotidiana de Koro-sensei, un peculiar maestro con la apariencia similar a la de un pulpo, y la de sus estudiantes, cuya principal tarea es asesinarlo para evitar que la Tierra sea destruida. Assassination Classroom posee una circulación estimada de 20 millones de copias en Japón.
En 2013, el manga fue adaptado a un OVA individual por Brain's Base, el cual fue proyectado en el Jump Festa de ese año. Un segundo OVA, de 10 minutos, fue transmitido durante la Jump Festa 2014 bajo el nombre de "Ansatsu Kyoushitsu: Deai no Jikan" como prólogo de la futura adaptación al anime. El segundo OVA fue sucedido por una adaptación a serie de anime realizada por Lerche y estrenada el 9 de enero de 2015 por Fuji TV. Ha sido licenciado en Norteamérica por Funimation y por Madman Entertainment para su publicación en Australia y Nueva Zelanda, respectivamente. A su vez, Panini Comics ha licenciado el manga para España en 2014, y para México a partir de noviembre de 2015.
Una segunda temporada fue estrenada en Japón desde el 7 de enero al 30 de junio de 2016, con un total de 25 episodios. El 19 de noviembre de ese año, fue lanzada una película animada titulada Assassination Classroom the Movie: 365 days. El 21 de marzo de 2015, fue estrenada una película de acción real, mientras que su secuela, Assassination Classroom: Graduation, lo fue el 25 de marzo de 2016.

## Argumento
La Tierra se ve amenazada por un poderoso monstruo que destruyó el 70% de la Luna con su poder, dejándola permanentemente en forma de cuarto creciente. El monstruo afirma que dentro de un año, la Tierra también será destruida por él, pero ofrece a la humanidad una oportunidad para evitar ese destino. Este mismo comienza a trabajar como maestro en la clase 3-E de la secundaria Kunugigaoka, cuyos estudiantes tienen el objetivo de asesinarlo. El gobierno japonés promete una recompensa de ¥10 billones (100 millones de dólares) a cualquiera de los estudiantes que logre matar al monstruo. Los estudiantes nombran al monstruo como "Koro-sensei" (殺せんせー Korosensei?) una combinación de las palabras Korosenai (殺せない imposible de matar?) y sensei (先生 profesor?). Sin embargo, estos pronto descubrirán que se enfrentan a una tarea casi imposible de realizar, en parte debido a que Koro-sensei no solo tiene varios superpoderes a su disposición —incluyendo la capacidad de moverse a una velocidad de mach 20— sino que también resulta ser el mejor maestro que han tenido en su vida, quien además de ayudarles a mejorar sus calificaciones también les ayuda a resolver sus problemas personales y perspectivas para el futuro.

## Personajes

### Profesores
Koro-sensei (殺せんせー Koro-sensei?)
Voz por: Masaya Onosaka (vomic), Tomokazu Seki (OVA y J-Stars Victory VS), Jun Fukuyama (anime), Carlos Segundo (español latino)
Personaje principal, profesor de la clase 3-E de la secundaria Kunugigaoka. Toma el rol de antihéroe, siendo el responsable de la destrucción del 70% de la Luna y planea destruir la Tierra. Para evitarlo, el gobierno se ve forzado a cumplir con su petición de convertirle en el profesor de la clase 3-E, aun así la amenaza se mantiene en el aire a menos que sus alumnos lo asesinen. Prácticamente es invulnerable a las balas, misiles y a las armas blancas; su punto débil son las armas creadas por el gobierno hechas de material "anti-sensei", el cual no es capaz de herir a un humano pero son letales contra Koro-sensei. Es increíblemente veloz, su máxima velocidad es Mach 20 (casi veinte veces la velocidad del sonido), además de ello tiene unos reflejos impresionantes que le ayudan a evitar ataques y disparos de sus alumnos, aunque estos los lancen a quemarropa y todos al mismo tiempo. Aunque a simple vista parece un extraterrestre, en realidad es un ser artificial creado para fines oscuros. Poco se sabe de su pasado, por algunos diálogos y recuerdos se puede inferir que alguna vez fue un ser humano y que es profesor a causa de una promesa hecha a una mujer que lo cuidaba en el laboratorio donde adquirió sus tentáculos.
Tadaomi Karasuma (烏丸 忠臣 Karasuma Tadaomi?)
Voz por: Kōsuke Toriumi (vomic), Jun'ichi Suwabe (OVA),Tomokazu Sugita (anime), Juan Carlos Román (español latino)
Es un agente del gobierno que pretende eliminar a Koro-sensei. Ejerce como profesor de educación física de la clase 3-E para adiestrar a los estudiantes en el arte del asesinato y ayudarles a acabar con su objetivo. Anteriormente, solía ser un instructor de élite del ejército y por ende es experto en todo tipo de arte de autodefensa. Sus alumnos lo aprecian y admiran; a su vez, Karasuma confía bastante en las habilidadades de estos y reconoce el potencial que ve en ellos. Su personalidad es seria y la mayor parte del tiempo se muestra antes las payasadas de Koro-sensei.
Irina Jelavić (イリーナ・イェラビッチ Irīna Yerabicchi?)
Voz por: Masumi Asano (vomic), Yui Horie (OVA),Shizuka Itō (anime), Cristina Hernández (español latino)
Es una asesina profesional serbia que fue contratada por el gobierno japonés para aniquilar a Koro-sensei. Termina por convertirse en la profesora de inglés de la clase 3-E, e inicialmente utilizaba su encanto para seducir a su objetivo y acabar con él. Sin embargo, su primer intento de asesinato falló cuando Koro-sensei noqueó a los tres mercenarios que Irina había contratado para dispararle. Irina vio esto como una humillación delante de todos los estudiantes y juró vengarse de este. Normalmente enseña a los estudiantes como seducir a personas de otros países y a aprender lenguas extranjeras.

### Estudiantes de la Clase 3-E
Nagisa Shiota (潮田 渚 Shiota Nagisa?)
Voz por: Nozomi Yamamoto (vomic), Nao Tōyama (OVA), Mai Fuchigami (anime), María José Moreno (español latino)
Nagisa es el protagonista y narrador de la historia. Es un muchacho de apariencia andrógina, tanto es así que algunos de sus compañeros incluso creían que era una chica. Nagisa es visto como uno de los estudiantes más débiles en la clase debido a su pequeña estatura y capacidades físicas mediocres, comparable con algunas de las muchachas de la clase. Sin embargo, es muy talentoso y el único de los estudiantes de la Clase 3-E que tiene el potencial para convertirse en un asesino, algo que es notado tanto por Koro-sensei como por Karasuma. Normalmente tiende a analizar los puntos débiles de Koro-sensei, aunque realmente no tiene mucho interés en acabar con él. Nagisa es excepcionalmente amable y educado, a pesar de esconder un lado más oscuro como asesino, una característica que solo se deja ver durante los entrenamientos y cuando la situación lo requiere. Por ejemplo cuando en el hotel tenía que combatir contra un antiguo profesor que los maltrataba. O cuando se reveló que Kaede Kayano tenía tentáculos y la paralizo de un beso de 15 golpes
Karma Akabane (赤羽 カルマ Akabane Karuma?)
Voz por: Nobunaga Shimazaki (vomic), Nobuhiko Okamoto (OVA y anime), Iván Fernández (español latino)
Karma tiene una gran inteligencia, siendo el mejor alumno de todos los terceros, pero debido a su violento comportamiento acabó expulsado de su clase, por lo que le enviaron a la clase E. Los años anteriores también ha ido a la misma clase que Nagisa. Tiene rasgos de psicópata y lo que más desea es ridiculizar, humillar, y matar a Koro-sensei aunque para ello tenga que sacrificarse. Es uno de los personajes más fuertes de la Kunugigaoka Junior High School. Suele faltar a las clases que no le gustan o que sean muy costosas. Fue uno de los pocos en lograr hacerle daño significativo a Koro-sensei (le arrancó un brazo al conocerlo). 
Kaede Kayano (茅野 カエデ Kayano Kaede?)
Voz por: Yō Taichi (vomic), Ayana Taketatsu (OVA), Aya Suzaki (anime), María García (español latino)
Es una estudiante de la clase 3-E. Kaede es quien le da nombre a Koro-sensei, no sabe nadar y al parecer sufre un complejo con sus pechos, debido a que se le ha visto enfadarse cuando ve pechos grandes. Es una muchacha apasionada a los dulces, a tal punto que hizo un pudín gigante con una bomba interna para intentar acabar con Koro-sensei, pero sus instintos la traicionaron y no quiso matarlo de esa forma. Su hermana era la antigua profesora de la clase-E, tras ver su muerte intenta matar al culpable.
Tomohito Sugino (杉野 友人 Sugino Tomohito?)
Voz por: Yūtarō Honjō (OVA), Yoshitaka Yamaya (TV anime), Erick Padilla (español latino)
Antes de entrar en la clase 3-E formaba parte del club de béisbol, pero el propio club le prohibió participar a causa de su bajo rendimiento y perdió su confianza. Tras un intento fallido de acabar con Koro-sensei, este viaja hasta Nueva York y analizó a uno de los jugadores, después analizó a Sugino alentándole y agregándole su confianza.
Ritsu (律?)
Voz por: Saki Fujita (anime), Leyla Rangel (español latino)
Es una denominada "máquina artillera autómata de pensamiento propio" que fue transferida a la Clase 3-E por obra del gobierno para asesinar a Koro-sensei. Fue registrada como una estudiante, por lo tanto Koro-sensei no puede atacarla ni desmantelarla por su acuerdo con el gobierno de no hacer ningún daño a ninguno de sus alumnos. Cada vez que fallaba un ataque, Ritsu evolucionará por sí sola y mejorará la forma de sus atentados, estudiando los patrones de autodefensa del objetivo. Aunque sea solo una estudiante software es muy bella gracias a las modificaciones de Koro-sensei para llevarse bien con los alumnos y su entorno. La hija del supervisor de Karasuma actúa como su doble para realizar los exámenes en su lugar y mantener las apariencias. 
Yūma Isogai (磯貝 悠馬 Isogai Yūma?)
Voz por: Yūto Uemura (OVA), Ryōta Ōsaka (anime), Elliot Leguizamo (español latino)
Es el presidente de la clase 3-E, es el denominado Ikemen (イケメン «Chico apuesto»?) de la clase. La razón por ir a la clase 3-E es porque rompió las reglas. Asiste a un trabajo de medio tiempo como camarero, debido a que es bastante pobre y su madre se encuentra muy enferma. Es muy popular con las chicas de la escuela e incluso con mujeres mayores. También es uno de los mejores en combate de cuerpo a cuerpo. En los primeros exámenes, obtuvo la mejor nota en sociales de todo tercero.
Megu Kataoka (片岡 メグ Kataoka Megu?)
Voz por: Chie Matsuura (anime), Jessica Monzón (español latino)
Es la delegada de la clase 3-E, exmiembro del club de natación. Fue enviada a la clase 3-E debido a que no le quedaba tiempo para estudiar al ayudar a una compañera de clase. Es muy popular con los chicos y chicas por igual, siendo una "Ikemen", por lo que la apodan "Ikemegu". Es una de las mejores en combate de cuerpo a cuerpo y en natación.
Kōtarō Takebayashi (竹林 考太郎 Takebayashi Kōtarō?)
Voz por: Takahiro Mizushima (anime), Sebastian Pinet (español latino)
Es el nerd de la clase. A pesar de parecer un intelectual, no es bueno entendiendo las clases, razón por la cual fue enviado a la clase 3-E. Proviene de una familia de doctores, por lo que su padre no lo comprende bien y lo trata como un inútil. Sin embargo, gracias a las enseñanzas de Koro-sensei, usó métodos de los animes y mejoró bastante. Se especializa en los explosivos.
Yukiko Kanzaki (神崎 由希子 Kanzaki Yukiko?)
Voz por: Rina Satō (OVA), Satomi Satō (anime), Dayana Santiaguillo (español latino)
Es una joven proveniente de una familia de clase alta, cuyos padres solo se preocupan por la buena formación académica y el estatus social. Es una joven diligente y apropiada. Kanzaki realmente no destaca, pero es popular con todos en la clase y casi no hay persona que se niegue a tenerla cerca, pero tiene un lado diferente de chica rebelde y divertida que pocos conocen, le gustan los videojuegos y vestirse como las demás personas de clase media para salir de la rutina diaria de chica rica de su familia.
Manami Okuda (奥田 愛美 Okuda Manami?)
Voz por: Miho Arakawa (OVA), Sayuri Yahagi (anime), Michelle Hernández (español latino)
Es una estudiante de la clase 3-E que utiliza varios aspectos de la química a su favor en el asesinato. Manami es ingenua, inocente y honesta, cuando ella ha entregado botellas de veneno a Koro-sensei, le informa de su intoxicación pero le pide beber de todos modos. Manami admite que ella es terrible con el lenguaje y el habla, además de tener dificultades para comunicarse con otras personas debido a esto. Manami favorece fórmulas matemáticas y químicas porque las soluciones son precisas y sin ambigüedades, y considera inteligente los juegos de palabras e innecesario el análisis de las emociones complicadas. Después de la lección de Koro-sensei, gradualmente comprende el concepto de que el poder del lenguaje también es importante, y no simplemente la ciencia por sí sola. 
Rio Nakamura (中村 莉桜 Nakamura Rio?)
Voz por: Manami Numakura (anime), Nadia Lujambio (español latino)
Es la mejor en la asignación de inglés de la clase 3-E. Le llamaban genio en la escuela primaria y suele tener una actitud muy animada y despreocupada, parecida a la de Karma. Suele molestar a Nagisa con respecto a su género, a tal punto de travestir al mencionado. Nakamura fue la primera en oponerse a la idea de Nagisa de salvar a Koro-sensei. Sueña con ser diplomática y tiene una personalidad algo Tsundere, ya que tras fastidiar a Nagisa diciendo lo que ella importa sin pensar en él le pide perdón, más tarde vuelve a insultarle y a reírse de él, volviendo a ser borde.
Yuzuki Fuwa (不破 優月 Fuwa Yuzuki?)
Voz por: Kana Ueda (anime), Denisse Leguizamo (español latino)
Es una fanática de los mangas, los misterios y las historias de detectives, a tal punto que puede resolver enigmas y problemas que pueden ser un poco confusas para los demás.
Sōsuke Sugaya (菅谷 創介 Sugaya Sōsuke?)
Voz por: Eiji Miyashita (anime), Fernando Rivas (español latino)
Es el artista de la clase. Es el mejor en crear disfraces de camuflaje y máscaras con un toque muy realista. Su ida a la clase 3-E es se debió porque estaba más dedicado al arte y a la pintura que a sus estudios.
Hiroto Maehara (前原 陽斗 Maehara Hiroto?)
Voz por: KenN (OVA), Shintarō Asanuma (anime), Emiliano Montaño (español latino)
Es el "playboy" de la clase, debido a que suele coquetear con varias chicas al mismo tiempo. Es uno de los mejores en combate de cuerpo a cuerpo.
Hinata Okano (岡野 ひなた Okano Hinata?)
Voz por: Minami Tanaka (anime), Camila Vázquez (español latino)
Exmiembro del club de gimnasia rítmica, es una de las mejores en combate de cuerpo a cuerpo del grupo de las chicas.
Hinano Kurahashi (倉橋 陽菜乃 Kurahashi Hinano?)
Voz por: Hisako Kanemoto (anime), Estephania Estrada (español latino)
Estudiante de la clase 3-E, al parecer por sus reacciones y por su forma de decirlo, tiene cierta atracción por Karasuma-sensei. Es la más tranquila del grupo y tiene gusto por la biología, en especial los insectos, ya que suele capturarlos en la montaña y en las cercanías del viejo edificio. Es muy amable y casi siempre se muestra sonriente.
Ryūnosuke Chiba (千葉 龍之介 Chiba Ryūnosuke?)
Voz por: Junji Majima (anime), Víctor Tabarez (español latino)
Es uno los estudiantes varones de la clase 3-E, siendo el mejor francotirador del grupo junto a Hayami. Su característica es que nunca se le ven sus ojos. La única vez que se le han visto en el episodio 20 de la primera temporada del anime.
Rinka Hayami (速水 凛香 Hayami Rinka?)
Voz por: Shiho Kawaragi (anime), Ilse Santillán (español latino)
Es una las estudiantes mujeres de la clase 3-E, siendo la mejor francotiradora junto a Chiba. Tiene una personalidad bastante tsundere, a pesar de que ama las cosas tiernas, cosa que no comparte con nadie a excepción de Chiba, quien es su mejor amigo.
Justice Kimura (木村 正義 Kimura Justice?)
Voz por: Shunsuke Kawabe (anime), Juan Carlos Chávez (español latino)
Es un estudiante de la clase 3-E. Su peculiar nombre solía ser objeto de burla debido a que significa "justicia", nombre que sus padres le colocaron al ser policías apasionados por la justicia. Inicialmente prefería que le llamarán Masayoshi, que es la palabra japonesa para justicia, pero Koro-sensei le dice que no debía avergonzarse de su nombre y le convence de mantenerlo. Kimura también es uno de los mejores en ataques sigilosos de la clase. 
Taiga Okajima (岡島 大河 Okajima Taiga?)
Voz por: Ryo Naitou (anime), Rubén Quezada (español latino)
Es el pervertido de la clase 3-E, casi siempre tiende a leer revistas porno e incluso le gusta espiar a sus compañeras. A tal punto, que hizo una trampa de revistas porno para Koro-sensei y así atraparlo, pero esta no sirvió.
Tōka Yada (矢田 桃花 Yada Tōka?)
Voz por: Ayaka Suwa (anime), Sara García (español latino)
Es la chica con los senos más grandes dentro de la clase-E, en el juego de nombre clave la llaman "cola de caballo con senos". De las chicas, ella aprendió más de Bitch-sensei sobre el arte de la seducción en cierto punto y también como salir bien en las negociaciones con otras personas. Parece tener amistad con Okano y Fuwa.
Sumire Hara (原 寿美鈴 Hara Sumire?)
Voz por: Miho Hino (anime), Gabriela Pérez (español latino)
Es una chica de contextura gruesa perteneciente a la clase-E, por lo que se da a ver, es buena cocinando y con los actividades domésticas. Su meta es ser una buena ama de casa.
Ryōma Terasaka (寺坂 竜馬 Terasaka Ryōma?)
Voz por: Subaru Kimura (anime), Benjamín Flores (español latino)
Es el líder del grupo de delincuentes de la clase-E. Terasaka tendía a molestar en muchas ocasiones a los más débiles e inicialmente odiaba a Koro-sensei, debido a que gracias a él le dio a todos motivos para seguir adelante. Es un joven corpulento y fuerte, y suele salirse de palabras al igual que Karma. Fue manipulado por Shiro (tutor de Itona), para así poder matar a Koro-sensei, pero no sabía que el plan requería sacrificios (es decir, sus propios compañeros de clase) y desde entonces guarda rencor hacia Shiro. Más tarde, durante las vacaciones de verano y en un intento de redimirse y compensar sus errores, acompaña al grupo que va en búsqueda del antídoto a pesar de estar infectado, cosa que nadie noto, excepto por Nagisa. También ayudó a enfriar la cabeza de Nagisa para evitar que cometiese una locura en su enfrentamiento con Takaoka. Desde estos eventos comenzó a mejorar su actitud, siendo el y su banda los que intentaron ayudar a Itona tras ser abandonado por Shiro, y quien más tarde se unió a su grupo.
Itona Horibe (堀部 糸な Horibe Itona?)
Voz por: Megumi Ogata (anime), Carlos Siller (español latino)
Es un joven que fue sometido a los dolorosos y crueles experimentos de Shiro. Teniendo implantado tentáculos similares a los de Koro-sensei en su cabeza, haciendo parecer y actuar igual que el. Pero llegó a tal punto de volverse inestable, que Shiro mando la orden de asesinarlo. Pero fue salvado por Koro-sensei y los estudiantes de la Clase-E, y le removieron los tentáculos. Tiene una actitud algo tosca y arrogante, ya que solo le interesa ganar; además de que es un buen técnico y elabora buenos aparatos espías (como un tanque a control remoto con cámara). Se unió al grupo de Terasaka, ya que ellos fueron los primeros en recibirlo. Al igual que Karma tiende a decir lo que piensa sin importarle ofender a los demás.
Takuya Muramatsu (村松 拓也 Muramatsu Takuya?)
Voz por: Kōki Hirasawa (anime), Juan Pablo Pinet (español latino)
Estudiante de la clase-E, miembro del grupo de Terasaka. Su familia es dueña de un restaurante de ramen de baja calidad, pero trata mantenerlo a un nivel alto. De su grupo, es quien tiene mejores notas.
Taisei Yoshida (吉田 大成 Yoshida Taisei?)
Voz por: Yoshiyuki Shimozuma (anime), Jonathan Miranda (español latino)
Es miembro del grupo de Terasaka. Su fascinación por las motocicletas se debe a su tienda, debido a que sus padres son mecánicos y vendedores.
Kirara Hazama (狭間 綺羅々 Hazama Kirara?)
Voz por: Fūko Saitō (anime), Ana Karen Hernández (español latino)
Es la única estudiante mujer del grupo de Terasaka. Se destaca por tener un rostro muy espeluznante y por tener un gusto raro por lo siniestro y las emociones fuertes. En sus propias palabras, su actitud y apariencia se debe al ambiente de histeria que su madre generaba en su hogar.
Kōki Mimura (三村 航輝 Mimura Kōki?)
Voz por: Shinya Takahashi (anime), Emiliano Venosa (español latino)
Es aspirante a director de películas y le interesa todo lo relacionado con la cinematografía.

## Contenido de la obra

### Manga

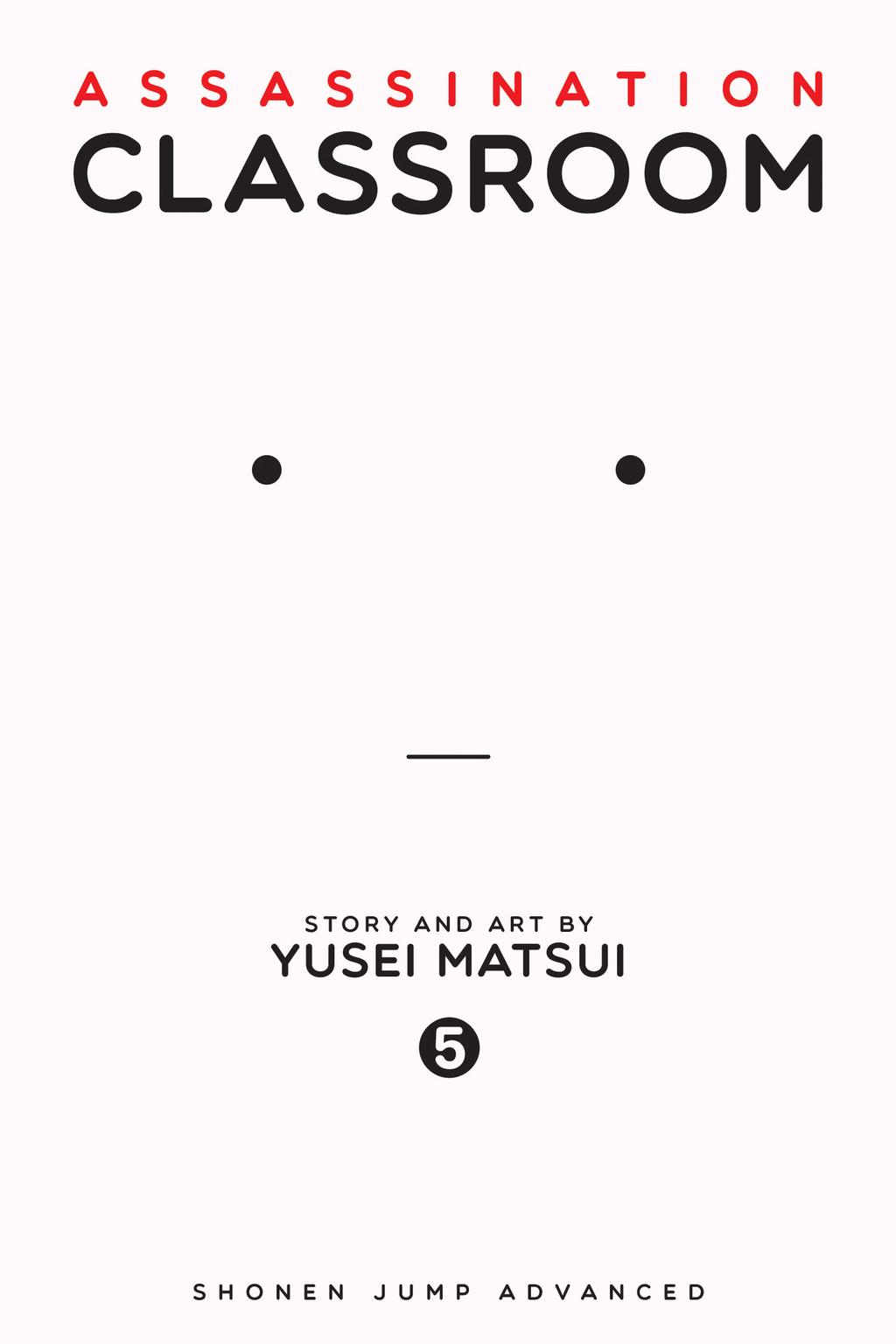
Cubierta del quinto volumen del manga.

La serie comenzó a publicarse en la revista semanal Shueisha Shonen Jump el 2 de julio de 2012. El primer volumen tankōbon fue publicado el 2 de noviembre de 2012. La primera tirada para el primer volumen fue de 300.000 ejemplares, pero después de varias ediciones alrededor de 1 millón de ejemplares fueron impresos. El volumen 12 fue publicado el 27 de diciembre de 2014. Un VOMIC (cómic de voz), que añadía archivos de voz a las páginas del manga, fue transmitido en el programa de variedades Jang Bang! entre enero y junio del 2013.

### Anime
Un OVA basado en el manga fue producida por Brain's Base para la Jump Super Anime Tour 2013 como episodio piloto, el cual aborda sucesos que posteriormente son remasterizados durante la futura adaptación al anime. Este fue retransmitido en 5 ciudades de Japón entre el 6 de octubre y el 24 de noviembre de 2013. Un segundo OVA de 10 minutos fue transmitido durante la Jump Festa 2014 bajo el nombre de "Ansatsu Kyoushitsu: Deai no Jikan" como prólogo de la futura adaptación al anime.Una serie de anime basada en el manga empezó a retransmitirse en Fuji TV el 9 de enero de 2015, cuenta con 22 episodios. La serie de anime es dirigida por Seiji KishiThe con el estudio Lerche, con Kazuki Morita como diseñador de personajes y Makoto Uezu como guionista principal. Se emitió una segunda temporada de 25 episodios, iniciando el 7 de enero de 2016, concluyendo el 30 de junio del mismo año. Funimation obtuvo la licencia de la serie fuera de Asia. Tras la adquisición de Crunchyroll por parte de Sony, la serie se trasladó a Crunchyroll obteniendo la licencia de la serie fuera de Asia.
El 15 de octubre de 2020, Funimation anunció que la serie tuvo un doblaje en español latino, el cual fue estrenado el 18 de noviembre. Tras la adquisición de Crunchyroll por parte de Sony, el doblaje se trasladó a Crunchyroll. 

### Película de acción real
Una película de acción real fue estrenada el 21 de marzo de 2015.

### Videojuegos
Un videojuego basado en la serie titulado, Assassination Classroom: Koro-sensei's Great Besiegement!!, fue desarrollado por Bandai Namco Entertainment y publicado para Nintendo 3DS en Japón el 12 de marzo de 2015.